# Douglas McWhirter
Douglas McWhirter (Erith, 13 agosto 1886 – Plumstead, 14 ottobre 1966) è stato un calciatore inglese, di ruolo difensore.

## Carriera

### Club
Nel 1911 gioca con i dilettanti del Bromley, per poi passare nel marzo del 1912 al Leicester City, squadra professionistica che gioca in Division Two, la seconda serie dell'epoca. Il suo esordio con la nuova maglia avviene il 30 marzo 1912 in una vittoria per 3-0 contro il Bradford. Chiude la sua prima stagione con le Foxes con 4 presenze senza reti, venendo riconfermato in squadra anche per l'annata successiva, nella quale scende in campo in 32 occasioni, segnando anche 2 gol, rispettivamente il 15 febbraio 1913 in una vittoria casalinga per 1-0 contro il Grimsby Town ed il 15 marzo dello stesso anno in un'altra vittoria per 3-0 contro il Bradford. Nella sua terza stagione gioca altre 24 partite, senza mai segnare.

### Nazionale
È stato campione olimpico al 5º Torneo olimpico di calcio, svoltosi a Stoccolma nel 1912, vincendo l'oro con il Regno Unito; ha giocato solo nella finale, vinta per 4-2 contro l'Danimarca.